# Bundeswahlkreis Lindsay
Koordinaten: 33° 45′ S, 150° 43′ O

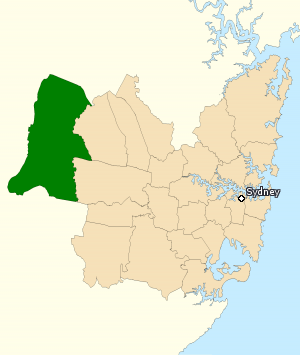
Lage des Wahlkreises in Sydney.

Der Bundeswahlkreis Lindsay ist ein Wahlkreis (englisch electoral division) für die Wahl eines Abgeordneten des australischen Repräsentantenhauses. Er wurde 1984 gegründet und liegt im äußersten Westen von Sydney im Bundesstaat New South Wales.
Der Wahlkreis umfasst die Stadtteile Castlereagh, Mulgoa und Werrington. Er wurde nach dem australischen Künstler und Schriftsteller Norman Lindsay benannt und 1984 angelegt. Seit 2019 ist Melissa McIntosh (* 1977) von der Liberal Party of Australia die amtierende Abgeordnete des Wahlkreises.

## Bisherige Abgeordnete
| Name             | Partei                     | Amtszeiten |
| ---------------- | -------------------------- | ---------- |
| Ross Free        | Australian Labor Party     | 1984–1996  |
| Jackie Kelly     | Liberal Party of Australia | 1996–2007  |
| David Bradbury   | Australian Labor Party     | 2007–2013  |
| Fiona Scott      | Liberal Party of Australia | 2013–2016  |
| Emma Husar       | Australian Labor Party     | 2016–2019  |
| Melissa McIntosh | Liberal Party of Australia | 2019–      |